# Standerwick
Standerwick – przysiółek w Anglii, w Somerset. W 1881 roku civil parish liczyła 78 mieszkańców. Standerwick jest wspomniana w Domesday Book (1086) jako Stalrewich/Estalrewicca.